# Mount Zinkovich
Mount Zinkovich ist ein 2280 m hoher Berg in der antarktischen Ross Dependency. Er ragt rund 6,5 km nördlich des Mount Frost an der Nordflanke des Entstehungsgebiets des Silk-Gletschers in den Churchill Mountains auf. 
Das Advisory Committee on Antarctic Names benannte ihn 1965 nach Lieutenant Colonel Michael C. Zinkovich (1918–2002) von der United States Air Force, Kommandeur der 1710. Aerial Port Squadron, die für die Versorgung diverser Forschungsstationen in der Antarktis im Rahmen der Operation Deep Freeze im Jahr 1962 verantwortlich war.